# Abacetus archambaulti
Abacetus archambaulti là một loài bọ chân chạy thuộc phân họ Pterostichinae. Loài này được Straneo mô tả lần đầu năm 1955 và được tìm thấy ở Tchad, Cote d'Ivoire và Mauritania.